# Marcel Iureș

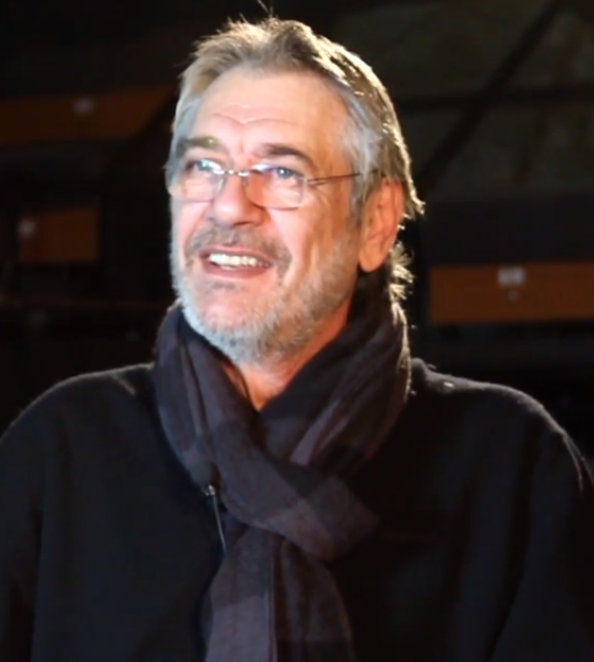
Marcel Iureș

Marcel Iureș (Ausspracheⓘ; * 2. August 1951 in Băilești) ist ein rumänischer Film- und Theaterschauspieler.

## Leben und Wirken

### Filmschaffen
Iureș gilt als Rumäniens bekanntester Schauspieler, der in seinem Heimatland in mehr als zwei Dutzend Filmen mitgewirkt hat.
Dass er auch international sehr gefragt ist, hat er auch in einer Handvoll Hollywood-Filme bewiesen, darunter Projekt: Peacemaker (1997), Mission Impossible (1996) und Interview mit einem Vampir (1994).
Dass Iureș auch in sehr verschiedenen Rollen glänzen konnte, bewies er, als er 2002 in Das Tribunal den Kommandanten eines nationalsozialistischen Kriegsgefangenenlagers und im selben Jahr in Der Stellvertreter Papst Pius XII. verkörperte.
2004 spielte er eine Nebenrolle in dem britischen Film Layer Cake.

### Theaterschauspieler
Iureș, der nach der Revolution von 1989 nach Hollywood flüchtete, kehrte 1998 nach Rumänien zurück, wo er maßgeblich am Aufbau des ACT Theatre, des einzigen unabhängigen Theaters Rumäniens, beteiligt war.
Speziell Werke von William Shakespeare haben es ihm angetan. So trat er von Hamlet über Richard III. bis hin zu Caligula in vielen Theaterstücken in Erscheinung.

## Filmografie (Auswahl)
- 1980: Johnny schießt quer (Artista, dollarii şi ardelenii)
- 1994: Interview mit einem Vampir
- 1996: Mission: Impossible
- 1997: Projekt Peacemaker
- 2002: Das Tribunal
- 2002: Der Stellvertreter
- 2004: Layer Cake
- 2005: Goal – Lebe deinen Traum
- 2007: Pirates of the Caribbean – Am Ende der Welt
- 2009: The Code – Vertraue keinem Dieb